# SMS Kaiser Barbarossa
O SMS Kaiser Barbarossa foi um navio couraçado pré-dreadnought operado pela Marinha Imperial Alemã e a última embarcação da Classe Kaiser Friedrich III, depois do SMS Kaiser Friedrich III, SMS Kaiser Wilhelm II, SMS Kaiser Wilhelm der Grosse e SMS Kaiser Karl der Grosse. Sua construção começou em agosto de 1898 na Schichau-Werke em Danzig, sendo lançado ao mar em abril de 1900 e comissionado na frota em junho de 1901. O navio era armado com uma bateria principal formada por quatro canhões de 238 milímetros montados em duas torres de artilharia duplas, apoiadas por uma bateria secundária composta por dezoito canhões de 149 milímetros.
O Kaiser Barbarossa passou seus primeiros anos de serviço participando de vários exercícios de treinamento realizados pela Marinha Imperial. Entretanto, seu serviço ativo foi limitado por duas longas estadias em docas secas. A primeira foi para reparos em seu leme, que ocorreram de 1903 até 1905, enquanto a segunda foi uma grande modernização, que começou imediatamente após a finalização de seus trabalhos de reparo e duraram até 1907. Ele serviu por mais dois anos na frota até ser inicialmente descomissionado em 1909 e colocado na Divisão de Reserva. O couraçado mesmo assim continuou a participar dos exercícios de treinamento da Marinha Imperial pelos três anos seguintes.
O Kaiser Barbarossa e seus irmãos foram mobilizados como navios de defesa de costa em agosto de 1914 depois do início da Primeira Guerra Mundial, sendo designados na V Esquadra de Batalha no Mar do Norte e Mar Báltico. Ele não participou de combates e foi tirado relegado a tarefas secundárias em fevereiro de 1915 devido a uma escassez de tripulações. O Kaiser Barbarossa foi brevemente usado como navio alvo para treinos de torpedos no mesmo ano, passando o restante do conflito como uma prisão flutuante em Wilhelmshaven. A embarcação foi descomissionada ao final da guerra e vendida como sucata, sendo desmontada entre 1919 e 1920.

## Características

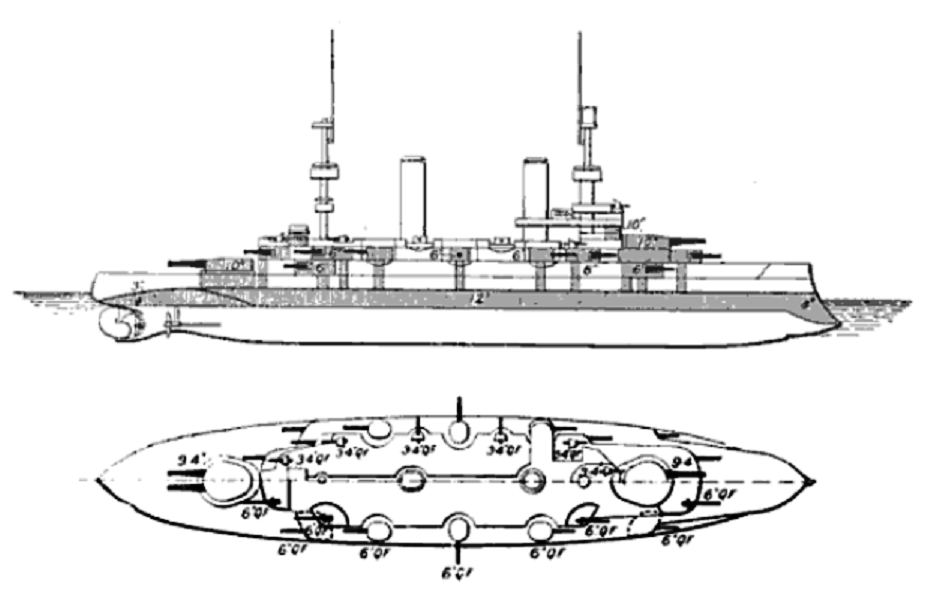
Diagrama da Classe Kaiser Friedrich III.

Depois da Marinha Imperial Alemã ter encomendado em 1889 quatro couraçados da Classe Brandenburg, uma combinação de restrições orçamentárias, oposição da Dieta Imperial e falta de um planejamento coerente para a frota atrasou a construção de mais couraçados. O vice-almirante Friedrich von Hollmann, Secretário de Estado do Escritório Imperial da Marinha, teve dificuldades no começo da década de 1890 para conseguir aprovação parlamentar para os navios da Classe Kaiser Friedrich III, porém Hollmann foi substituído em junho de 1897 pelo contra-almirante Alfred von Tirpitz, que rapidamente propôs e conseguiu a aprovação da Primeira Lei Naval no início do ano seguinte. Esta lei autorizava a construção das duas últimas embarcações da classe, o Kaiser Barbarossa e o SMS Kaiser Karl der Grosse.
O Kaiser Barbarossa tinha um comprimento de fora a fora de 125,3 metros, uma boca de 20,4 metros e um calado de 7,89 metros na proa e de 8,25 metros na popa. Seu deslocamento quando totalmente carregado era de 11,6 mil toneladas. O navio era impulsionado por três motores de tripla-expansão verticais com três cilindros, cada um movendo uma das três hélices do couraçado. O vapor era proporcionado por quatro caldeiras Thornycroft e por outras oito caldeiras cilíndricas, todas as quais queimavam carvão. A energia total gerada pelo Kaiser Barbarossa era de 12 820 cavalos-vapor (9 560 quilowatts), que geravam uma velocidade máxima de 17,5 nós (32,4 quilômetros por hora). A embarcação tinha um alcance de 3 420 milhas náuticas (6 330 quilômetros) a 10 nós (19 quilômetros por hora). Sua tripulação normal era composta por 39 oficiais e 612 marinheiros.
O armamento do Kaiser Barbarossa consistia de uma bateria principal de quatro canhões SK L/40 de 238 milímetros montados em duas torres de artilharia duplas, uma na proa e uma na popa. Suas armas secundárias consistiam de dezoito canhões SK L/40 de 149 milímetros e doze canhões de tiro rápido SK L/30 com 88 milímetros montados em casamatas, além de doze canhões automáticos de 37 milímetros. O armamento era finalizado com seis tubos de torpedos com 450 milímetros, todos em suportes giratórios acima da linha d'água. O cinturão de blindagem tinha de trezentos milímetros de espessura, enquanto o convés era protegido por 65 milímetros. A torre de comando e as principais torres de artilharia eram protegidas por 250 milímetros, já as casamatas da bateria secundária receberam uma proteção de 150 milímetros.

## História

### Primeiros anos
O imperador Guilherme II da Alemanha acreditava que uma marinha forte era necessária para o Império Alemão expandir sua influência para além da Europa. Ele assim iniciou um programa de expansão naval no final da década de 1880; os primeiros couraçados construídos sob esse programa foram as quatro embarcações da Classe Brandenburg. Estes foram seguidos por cinco navios da Classe Kaiser Friedrich III, da qual o Kaiser Barbarossa fazia parte. O batimento de sua quilha ocorreu em 3 de agosto de 1898 na Schichau-Werke em Danzig, sob o número de construção 640. Ele foi encomendado com o nome provisório de "A" como uma adição da frota. O couraçado foi lançado em 21 de abril de 1900. Tirpitz discursou durante a cerimônia, com o novo navio sendo batizado pela princesa Luísa Sofia de Schleswig-Holstein-Sonderburg-Augustenburg, cunhada do imperador. Seus testes marítimos começaram em 4 de maio de 1901, durante o qual duas avaliações foram realizadas: uma prova de resistência de cinquenta horas e um teste de velocidade de seis horas. O primeiro resultou em uma velocidade média de 15,5 nós (28,7 quilômetros por hora), enquanto o segundo registrou uma velocidade máxima de 17,5 nós (32,4 quilômetros por hora). O Kaiser Barbarossa foi comissionado na frota em Kiel no dia 10 de junho, com seu custo final tendo ficado em 20,3 milhões de marcos.
Ele foi designado para a I Esquadra da Frota Doméstica, que pouco depois partiu em um cruzeiro para a Espanha. Os navios encontraram-se em Cádis com as embarcações da Classe Brandenburg, que estavam retornando de sua expedição para suprimir o Levante dos Boxers na China. O Kaiser Barbarossa participou entre 22 de agosto e 21 de setembro nas manobras anuais de outono. A frota realizou uma revista naval na Baía de Danzig para o imperador Nicolau II da Rússia e sua esposa a imperatriz Alexandra Feodorovna, prima de Guilherme II. Um cruzeiro de inverno em dezembro foi para a Noruega. A esquadra realizou exercícios no Reino Unido de maio a abril de 1902, seguido por  uma viagem pela regata de Kiel no final de junho. Os navios então participaram em julho de outro cruzeiro de treinamento na Noruega e depois das manobras de outono, que começaram no Mar Báltico e se encerraram no Mar do Norte com uma revista na Angra de Jade. Esses exercícios duraram de 17 de agosto até 18 de setembro, com o Kaiser Barbarossa e o resto da I Esquadra sendo designados para desempenharem os papéis da frota alemã e das forças hostis. O cruzeiro de inverno seguiu para Bergen na Noruega.

### Reformas
A frota, que até então era composta por apenas uma esquadra de couraçados modernos, foi reorganizada em 1903 como a Frota Ativa de Batalha. O Kaiser Barbarossa permaneceu na I Esquadra junto com seus irmãos e os novos navios da Classe Wittelsbach, enquanto as antigas embarcações da Classe Brandenburg foram transferidas para a reserva a fim de passarem por reformas. O início de 1903 seguiu os mesmos padrões de exercícios de treinamento. A esquadra partiu em um cruzeiro de treinamento no Báltico e depois uma viagem para a Espanha entre os dias 7 de maio e 10 de junho. O navio sofreu alguns danos em seu leme, forçando reparos temporários no Estaleiro Imperial de Kiel do final de julho até 21 de agosto. O Kaiser Barbarossa então participou das manobras de outono e do cruzeiro de inverno no Báltico e no estreito de Skagerrak. Os treinamentos de outono consistiam em exercícios de bloqueio no Mar do Norte, um cruzeiro com toda a frota para águas norueguesas e depois para Kiel, terminando com uma simulação de ataque contra Kiel. As manobras terminaram em 12 de setembro. O cruzeiro de inverno começou no Báltico em 23 de novembro e continuou para Skagerrak no início do mês seguinte. O Kaiser Barbarossa foi descomissionado em 15 de dezembro a fim de passar por reparos permanentes em seu leme, que duraram até janeiro de 1905. Entretanto, ele não voltou imediatamente para o serviço ao final das obras de concerto, em vez disso uma modernização geral começou logo em seguida.
Quatro de seus canhões de 150 milímetros foram removidos durante a modernização, enquanto dois canhões de 88 milímetros foram adicionados. Todos os canhões automáticos de 37 milímetros também foram removidos, assim como seu tubo de torpedo na popa. A superestrutura do Kaiser Barbarossa também foi cortada com o objetivo de diminuir sua tendência a rolar excessivamente e seus mastros militares foram substituídos por uns mais leves. Suas duas chaminés foram estendidas. Sua modernização foi concluída em 1º de outubro de 1907, quando foi recomissionado para o serviço. Nessa época os novos couraçados da Classe Deutschland estavam também entrando em serviço; estes, junto com os navios da Classe Braunschweig, proporcionaram um número suficiente de couraçados modernos para a criação de duas esquadras de batalha. Consequentemente, a Frota Doméstica foi renomeada para Frota de Alto-Mar. O Kaiser Barbarossa retornou para a I Esquadra e participou das rotinas de manobras divisionais, em esquadra e em frota, completando-os sem incidente no decorrer do ano seguinte. O cruzeiro de verão em maio de 1908 foi para os Açores e voltou para Kiel em 13 de agosto. As manobras de outono duraram desde 27 de agosto até 7 de setembro. Seguiram-se imediatamente exercícios divisionais no Báltico de 7 a 13 de setembro.
O navio foi descomissionado em 17 de setembro de 1909 e designado para a Divisão de Reserva. Nessa época os novos couraçados dreadnought estavam entrando em serviço, o que deixou o Kaiser Barbarossa e seus irmãos obsoletos. A embarcação foi transferida no começo de 1910 para a Esquadra de Treinamento, que operou no Báltico em abril. Ele foi reativado para poder participar das manobras de outono dentro da provisória III Esquadra; o couraçado foi colocado de volta na reserva assim que os exercícios foram concluídos em 10 de setembro. Mais modernizações ocorreram no Estaleiro Imperial de Kiel. O Kaiser Barbarossa foi reativado novamente na III Esquadra entre 31 de julho e 15 de setembro de 1911 com o objetivo de participar das manobras de outono. Depois disso ele retornou para a Divisão de Reserva no início do ano seguinte.

### Primeira Guerra
O Kaiser Barbarossa e seus irmãos foram tirados da reserva e mobilizados em 5 de agosto de 1914 como a V Esquadra de Batalha, logo depois do começo da Primeira Guerra Mundial. A preparação dos navios para a guerra foi bem lenta e eles só ficaram prontos para o serviço no Mar do Norte no final do mês. Eles foram inicialmente encarregados da defesa costeira da Alemanha, porém serviram nessa função por pouco tempo. A V Esquadra foi transferida para o Báltico em setembro, ficando sob o comando do príncipe Henrique da Prússia, irmão mais novo do imperador. Ele inicialmente planejou lançar um grande ataque anfíbio contra Ventspils na Rússia, porém a falta de transportes forçaram uma revisão do plano. Em vez disso, foi decidido que a esquadra transportaria a força de desembarque, porém isto também foi cancelado depois do príncipe ter recebido relatórios falsos em 25 de setembro de que navios britânicos tinham entrado no Báltico. O Kaiser Barbarossa e seus irmãos retornaram para Kiel no dia seguinte, desembarcaram os soldados e prosseguiram para o Mar do Norte, retomando suas funções de guarda. A V Esquadra foi novamente transferida para o Báltico antes do final do ano.
O príncipe ordenou uma incursão em direção da Gotlândia. Os couraçados se encontraram em 26 de dezembro de 1914 na Baía da Pomerânia com a divisão de cruzadores do Báltico. A frota chegou na Gotlândia dois dias depois e hastearam a bandeira alemã, retornando para Kiel em 30 de dezembro. A esquadra voltou para o Mar do Norte e suas funções de guarda, porém foram tirados do serviço em fevereiro de 1915. Escassez de tripulações para a Frota de Alto-Mar, mais o risco de operar navios antigos em tempos de guerra, forçaram a desativação do Kaiser Barbarossa e seus irmãos. Sua tripulação foi reduzida em 5 de março, sendo toda substituída em 11 de abril para que ele pudesse ser usado como navio alvo de treinamentos de torpedo; este serviço durou até 9 de novembro. O couraçado foi descomissionado pela última vez dez dias depois, sendo completamente desarmado no ano seguinte. Depois disso o Kaiser Barbarossa foi empregado como um navio prisão para prisioneiros de guerra em Wilhelmshaven. A guerra terminou em novembro de 1918 e, sob os termos do Tratado de Versalhes de 1919, foi permitido que a Alemanha mantivesse apenas seis couraçados dos "tipos Deutschland ou Lothringen. Dessa forma, a embarcação foi tirada da lista naval em 6 de dezembro de 1919 e vendida como sucata. O Kaiser Barbarossa foi desmontado em Rüstringen em 1920.